# Degeneración actual (canción)
«Degeneración actual» es una canción compuesta y escrita por el cantautor peruano Pedro Suárez-Vértiz, lanzado como primer sencillo del álbum del mismo nombre, publicado en 1999.

## Letra
La letra es una crítica contra las situaciones negativas que pasan en la sociedad como la corrupción, las drogas, el acoso sexual, la injusticia, etc. Además, la canción menciona las relaciones homosexuales masculinas, pero como algo condenable y sin estabilidad o futuro.

## Créditos
- Pedro Suárez-Vértiz: Voz, guitarra rítmica, armónica y coros.
- Abel Salcedo: Solo de guitarra y coros
- Adam Zimmon: Guitarra acústica
- Julio Hernández: Bajo
- Léster Méndez: Teclados
- Brendan Buckley: Batería
- Pepe Criado: Coros
- Carlos Beraún: Coros